# Kiklopsko zidanje
Kiklopsko zidanje je građevinska tehnika koja za podizanje ziđa koristi masivne, često megalitske kamene blokove, koji su u pravilu samo neznatno obrađeni, te spojeni u zid "u suho", bez veziva.
Kod ovog, najjednostavnijeg načina zidanja, nepravilni kameni blokovi nanizani su jedan pokraj i iznad drugog, a ako su uopće obrađeni, to je učinjeno u najmanjoj mjeri, primjerice, na način da su istaci koji ometaju dobro nalijeganje blokova jedan na drugi otklesani. 
Praznine koje remete stabilnost blokova unutar zida ispunjaju se umetanjem manjih kamenova, a mogu biti dodatno zapunjene i poravnane zemljom, smjesom gline ili kamenim iverjem.
Naziv ovog načina zidanja potječe od kiklopa, grčkih jednookih divova za koje se vjerovalo da su jedini bili u stanju podizati i graditi sklopove od kamenih mega-blokova koji često teže nekoliko tona.
Kiklopski zidovi kojima je bila utvrđena Mikena bili su debeli oko 4.5-6 metara, a visoki možda i do 15 metara.
Kiklopsko ziđe Tirinta, koje svojom masivnošću znatno nadmašuje ono glasovitije i veće Mikene, također je imalo fortifikacijsku ulogu. Pretpostavlja se da su hodnici presvođeni lažnim, „konzolnim“ svodom izvorno povezivali tvrđave koje su se nalazile u sklopu zidina.
Kiklopsko zidanje često se pogrešno zamjenjuje s poligonalnim ziđem, u kojem se koriste znatno obrađeni, poligonalni kameni blokovi, koji u kasnijim periodima bivaju dodatno obrađivani, poprimajući sve više kvadratičan oblik.
Na koncu su graditelji za gradnju zidne mase počeli koristiti savršeno isklesane kamene kvadre. 
Oni se su se, međutim, upotrebljavali samo za najreprezentativnije gradnje, s obzirom na to da oblikovanje svakog takvog kvadra koji savršeno naliježe na ostale zahtjeva izuzetno mnogo vještine i vremena. Takav način gradnje, savršeno oblikovanim kvadratičnim kamenim blokovima Vitruvije naziva opus isodomum.